# Arzberg (azienda)
Arzberg è un marchio tedesco di porcellana. L'azienda, fondata nel 1887 ad Arzberg in Baviera, dal 2013 è parte del gruppo italiano Sambonet Paderno Industrie.

## Storia
Arzberg viene fondata in Baviera nel 1887. La prima linea di successo è la 1382, disegnata da Hermann Gretsch, seguita da altre collezioni come ad esempio 2000 di Heinrich Löffelhardt.
Nel 1972 il marchio viene acquisito dall'azienda di porcellana Hutschenreuther, che a sua volta nel 2000 lo cede a KV-Porzellan-Union GmbH, gruppo fondato nel 1993 e composto da Schirnding, Kronester e Johann Seltmann Vohenstrauß. Nel giugno 2004 viene rinominato Arzberg-Porzellan GmbH e nel 2012 raggiunge un fatturato di 12 milioni di euro
.
Dopo un periodo in amministrazione controllata, nell'agosto 2013 il brand viene acquisito dal gruppo italiano Sambonet Paderno Industrie.

## Riconoscimenti
- Red Dot Design Award per Cult (1995), Tric (1997)[2], Cucina (2001)[2], Move (2002)[2], Form 2006 (2007)
- IF International Forum Design Award per Cult (1995), Loop (2001)[2], Profi (2006) Gourmet (2009)
- Good Design Award per Profi (2004), Form 2006 (2007)
- Interior Innovation Award per Gourmet (2011)